# Varamas

La province de la Ngounié

Les Varamas sont un peuple d'Afrique centrale, surtout présent dans le sud-ouest du Gabon, le long de la rivière Rembo Ndogo et en amont de la rivière Douigny dans la province de la Ngounié plus précisément dans le département de la Mougalaba. 

## Ethnonymie
Les Varama et les Voungou sont un même et unique peuple. Appelés Varama par les Voungou à cause de leur implantation dans la région de l'Ogooué-maritime dans les zones comme Ndougou, lagune Rembo Eshira, le Fernand Vaz, etc.
On a toujours pris les Varama pour des Eshira, non seulement parce que la ville de Mandji (département du Ndolou) appelé poste Mandji à une époque était d'abord occupée par ce peuple (Voungou/Varama) mais aussi parce que les Varama et les Eshira ont la même culture et se comprennent très bien.

## Culture
Les Varama et les Voungou sont animistes, dont les doctrines sont liées à plusieurs génies, au pouvoir des ancêtres, des jumeaux, du Bwiti, Mouiri, Nyèmba et plus récemment du Mabandzi et du Guilobo. 
Les Varama et les Voungou vivent dans des villages indépendants en famille et en clan. La cohésion sociale est assurée par un chef coutumier.
Leur langue parlée est le guivarama ou le guivoungou.

## Géographie
On trouve les Voungou principalement dans la province de la Ngounié (Mouila, plus précisément à Guiétsou) et les Varama dans l'Ogooué-Maritime (Gamba, Ndougou…) et le Moyen-Ogooué dans la zone des lacs (Azingo, Gomè…).
N.B : les Voungou sont le deuxième peuple à arriver à Mouila après les Apindji. Ce qui veut dire que les premiers autochtones de Mouila sont les Voungou et non les Punu comme le pensent beaucoup de gens. On le constate bien évidemment par les villages environnants en partant de Fougamou et après Mouila sur la route de Guietsou.